# Niccolò Campriani
Niccolò Campriani (Florence, 6 november 1987) is een Italiaans schutter, actief op de onderdelen 10 meter luchtgeweer en 50 meter kleinkalibergeweer. Campriani nam driemaal deel aan de Olympische Zomerspelen en won hierbij drie olympische titels.

## Carrière
Campriani nam in 2008 een eerste keer deel aan de Olympische Zomerspelen. Als beste resultaat behaalde hij de twaalfde plaats op de 10 meter luchtgeweer. In datzelfde onderdeel werd Campriani in 2009 Europees kampioen. In 2010 was hij ook de beste in de finale van de 10 meter luchtgeweer op de wereldkampioenschappen schietsport.
In 2012 behaalde Campriani twee medailles op de Olympische Zomerspelen in Londen. Op de 50 meter kleinkaliber geweer drie houdingen won hij de olympische titel, voor de Zuid-Koreaan Kim Jong-Hyun. Met een score van 1.278,5 punten vestigde hij tevens een olympisch record. Op de 10 meter luchtgeweer legde Campriani het nipt af tegen de Roemeen Alin Moldoveanu en won hij de zilveren medaille.
Op de Europese Spelen 2015 in Baku was Campriani goed voor de zilveren medaille op de 10 meter luchtgeweer. Op de Olympische Zomerspelen 2016 prolongeerde hij zijn olympische titel op de 50 meter kleinkaliber geweer drie houdingen. Dit keer werd hij ook olympisch kampioen op het onderdeel 10 meter luchtgeweer.

## Resultaten

### Internationale toernooien
| Jaar | Olympische Spelen                                                                                  | Wereldkampioenschappen                                                                            | Europese kampioenschappen                                                                         | Europese Spelen                                                                                    |
| ---- | -------------------------------------------------------------------------------------------------- | ------------------------------------------------------------------------------------------------- | ------------------------------------------------------------------------------------------------- | -------------------------------------------------------------------------------------------------- |
| 2007 | |                                                                                                   | 17e 10m luchtgeweer                                                                               | |
| 2008 | 12e 10m luchtgeweer 38e 50m kleinkaliber geweer liggend 39e 50m kleinkaliber geweer drie houdingen |                                                                                                   | 22e 10m luchtgeweer                                                                               | |
| 2009 | |                                                                                                   | 10m luchtgeweer · 5e 50m kleinkaliber geweer drie houdingen · 28e 50m kleinkaliber geweer liggend | |
| 2010 | | 10m luchtgeweer · 5e 50m kleinkaliber geweer drie houdingen · 27e 50m kleinkaliber geweer liggend | 6e 10m luchtgeweer                                                                                | |
| 2011 | |                                                                                                   | 10m luchtgeweer                                                                                   | |
| 2012 | 50m kleinkaliber geweer drie houdingen · 10m luchtgeweer · 8e 50m kleinkaliber geweer liggend      |                                                                                                   | 10m luchtgeweer                                                                                   | |
| 2013 | |                                                                                                   | 6e 10m luchtgeweer                                                                                | |
| 2014 | | 8e 50m kleinkaliber geweer drie houdingen 18e 10m luchtgeweer 34e 50m kleinkaliber geweer liggend | 7e 10m luchtgeweer                                                                                | |
| 2015 | |                                                                                                   | 10m luchtgeweer                                                                                   | 10m luchtgeweer · 12e 50m kleinkaliber geweer drie houdingen · 21e 50m kleinkaliber geweer liggend |
| 2016 | 10m luchtgeweer · 50m kleinkaliber geweer drie houdingen · 7e 50m kleinkaliber geweer liggend      |                                                                                                   |                                                                                                   | |

### Wereldbekerzeges
| Datum | Plaats                | Onderdeel                                                |
| ----- | --------------------- | -------------------------------------------------------- |
| 2010  | Fort Benning Belgrado | 50m kleinkaliber geweer liggend 10m luchtgeweer          |
| 2011  | Sydney                | 10m luchtgeweer                                          |
| 2012  | München Londen Milaan | 50m kleinkaliber geweer drie houdingen 10m luchtgeweer   |
| 2013  | München               | Wereldbekerfinale 50m kleinkaliber geweer drie houdingen |
| 2014  | Peking Fort Benning   | 50m kleinkaliber geweer drie houdingen                   |

1984: Philippe Hébérle ·
1988: Goran Maksimović ·
1992: Joeri Fedkin ·
1996: Artjom Chadzjibekov ·
2000: Cai Yalin ·
2004: Zhu Qinan ·
2008: Abhinav Bindra ·
2012: Alin George Moldoveanu ·
2016: Niccolò Campriani ·
2020: William Shaner ·
2024: Sheng Lihao
1952: Erling Kongshaug ·
1956: Anatoli Bogdanov ·
1960: Viktor Sjamboerkin ·
1964: Lones Wigger ·
1968: Bernd Klingner ·
1972: John Writer ·
1976: Lanny Bassham ·
1980: Viktor Vlasov ·
1984: Malcolm Cooper ·
1988: Malcolm Cooper ·
1992: Gratsja Petikjan ·
1996: Jean-Pierre Amat ·
2000: Rajmond Debevec ·
2004: Jia Zhanbo ·
2008: Jian Qiu ·
2012: Niccolò Campriani ·
2016: Niccolò Campriani ·
2020: Zhang Changhong ·
2024: Liu Yukun
- Gemeinsame Normdatei: 1036467651
- International Standard Name Identifier: 0000 0004 0853 0057
- Library of Congress Control Number: no2013051768
- Virtual International Authority File: 301247095
- WorldCat: E39PBJk4BjQfYdbwWrbbRJ3WjC